# Восторгов, Иван Иванович
Ива́н (Иоа́нн) Ива́нович (Иоа́ннович) Восто́ргов (20 января [1 февраля] 1864, Кавказская — 5 сентября 1918 или 28 августа 1918, Москва) — священник Русской православной церкви, протоиерей. Проповедник, церковный писатель, миссионер, видный деятель монархического движения, председатель Русской монархической партии. Расстрелян большевиками.
Прославлен в лике Святых новомучеников и исповедников Российских на Юбилейном Архиерейском соборе Русской православной церкви в августе 2000 года для общецерковного почитания; память — 23 августа по юлианскому календарю и в Соборе новомучеников и исповедников Российских.

## Биография
Родился в 1864 году на Кубани, в станице Кавказской в семье священника Ивана Александровича и Татьяны Ксенофонтовны Восторговых. Дед, Александр Восторгов, был магистром богословия, профессором Владимирской духовной семинарии.
Рано остался сиротой.
В 1887 году окончил Ставропольскую духовную семинарию.

### Служение в Ставропольской епархии
С 15 августа 1887 года — надзиратель Ставропольского духовного училища.
С 30 сентября 1887 года — учитель русского и церковнославянского языков Ставропольского духовного училища.
С 1 августа 1889 года — диакон церкви во имя Архангела Михаила села Кирпильское Кубанской области.
6 августа 1889 года возведён в сан иерея.
На свои средства устроил в селе церковно-приходскую школу, открыл общество трезвости, много проповедовал. Деятельность молодого священника привела к тому, что многие местные старообрядцы присоединились к Русской православной церкви.
С 12 мая 1890 года — наблюдатель церковно-приходских школ 12-го благочиннического округа Кубанской области.
С 15 сентября 1890 года — законоучитель Ставропольской мужской гимназии. С 21 августа 1891 года одновременно, настоятель церкви этой гимназии.
С 1893 года был также членом совета Ставропольского епархиального женского училища, членом правления Ставропольской духовной семинарии.

### Служение в Закавказье
С 28 октября 1894 года — законоучитель гимназии в городе Елисаветполе (ныне — Гянджа). С 11 августа 1896 года, одновременно, секретарь педагогического совета гимназии.
С 1897 года — законоучитель 1-й Тифлисской женской гимназии Великой княгини Ольги Феодоровны, настоятель домовой гимназической церкви во имя святой равноапостольной княгини Ольги.
С августа 1898 года — законоучитель 1-й Тифлисской мужской классической гимназии.
В 1900 году в населённом сектантами районе Тифлиса при его активном участии открылись три церковно-приходские школы, в которых учились до трёхсот человек. Вскоре число школ возросло до восьми. Кроме того, участвовал в учреждении в городе отдела Общества ревнителей русского исторического просвещения в память императора Александра III.
С 22 декабря 1900 года — епархиальный наблюдатель церковно-приходских школ и школ грамоты. За три последующих года под его руководством число школ в епархии удвоилось. Число учащихся через несколько месяцев достигло пятисот человек, 20 % из них составляли дети сектантов.
6 января 1901 года возведён в сан протоиерея.
С 13 февраля 1901 года, одновременно, редактор журнала «Духовный вестник Грузинского Экзархата».
В августе — октябре 1901 года находился в командировке в городе Урмия (в Персии), занимался обозрением дел Российской православной духовной миссии и ревизией состоящих при миссии школ. В этот период произошёл переход в православие персидских ассирийцев, исповедовавших несторианство.

### Московский священник и миссионер
В августе 1905 года был направлен обер-прокурором Святейшего синода в поездку для ознакомления с нуждами духовно-учебных заведений Иркутской, Забайкальской и Приамурской епархий.
С 25 января 1906 года — проповедник-миссионер с правами противосектантского епархиального миссионера, в связи с чем переехал в Москву. Во время служения в Московской епархии был одним из ближайших соратников митрополита Владимира.
В 1906 году посетил Самарскую и Симбирскую епархии, знакомясь с состоянием там церковных школ.
Являлся одним из организаторов 4-го Миссионерского съезда, проходившего в Киеве в июле 1908 года, где его избрали председателем отдела по организации мер борьбы с социализмом, атеизмом и противоцерковной литературой. Сделал доклад на тему: «Проповедь социализма и успех её среди учащейся молодёжи и, главным образом, среди рабочих». Автор большого количества работ, посвящённых критике социалистических и коммунистических учений. По его словам, «раз социализм отрицает Бога, душу, бессмертие, свободу духовную в человеке, постоянные правила нравственности, то он должен обратиться к единственному средству воздействия на человека — к насилию».
В 1908 году совершил поездку по Дальнему Востоку, где занимался проповедью среди крестьян-переселенцев. Инициатор создания и с января 1909 года товарищ председателя Братства Воскресения Христова, созданного для организации духовного окормления русских переселенцев (председатель — митрополит Владимир). В течение первого года существования силами Братства было создано 25 проповеднических и 3 миссионерских кружка для подготовки священников для работы с переселенцами. В 1909—1910 годах организовал в Москве пастырско-миссионерские курсы по подготовке священников и учителей для создаваемых в переселенческих районах приходов и школ. В 1912 году были организованы пастырско-миссионерские курсы в Хабаровске и Тобольске, в 1913 года — в Иркутске и Ташкенте.
Почётный член Казанской духовной академии (1909).
C 9 сентября 1909 года — настоятель Князе-Владимирской церкви при Московском епархиальном доме.
В 1909 году совершил поездку по восьми переселенческим епархиям для определения порядка открытия в них новых приходов и школ, построения церквей и школьных зданий. Кроме того, совершил инспекцию Пекинской духовной миссии и православных церквей в Северной Маньчжурии, ознакомился с состоянием миссионерского дела в Японии и Корее. В 1910 году объехал Туркестан от персидской границы до северных пределов Сырдарьинской области, посетил Семиреченскую и Семипалатинскую области. В июле — августе того же года участвовал в работе Общесибирского миссионерского съезда, проходившего в Иркутске.
С 1910 года — руководитель Высших богословских женских курсов в Москве, в 1913 году преобразованных в Женский миссионерский институт. С 1911 года — заведующий псаломщическими курсами в Москве для приготовления псаломщиков в епархии Сибири и Дальнего Востока.
С 31 мая 1913 года — настоятель Покровского собора на Рву (храма Василия Блаженного). Избирался председателем Московского столичного совета благочинных.
Был одним из самых известных православных проповедников своего времени. Иоанн Кронштадтский высоко оценивал его деятельность, говоря, «что это дивный человек, обладающий необыкновенным красноречием, что это Златоуст, что он может великую пользу принести России».

### Руководитель монархического движения
Одновременно занялся политической деятельностью, став одним из виднейших деятелей монархического движения. Вступил в Русскую монархическую партию (РМП), стал членом московского отдела Союза русского народа (СРН; до 1908 года). Издавал газеты «Церковность», «Русская земля», журнала «Верность». Участвовал во Втором и Третьем Всероссийских съездах русских людей.
С 1907 года — председатель Русской монархической партии, переименованной затем в Русский монархический союз, возглавлял Русское монархическое собрание.
Во время конфликта в русском черносотенном движении между главой Союза русского народа Александром Дубровиным и руководителем Русского народного союза имени Михаила Архангела (РНСМА) Владимиром Пуришкевичем поддержал второго. В связи с этим в 1908 году стал членом Главной палаты РНСМА, а в 1909 году был исключён из СРН.
В 1909 году выступил одним из инициаторов проведения Пятого Всероссийского съезда русских людей в Москве, в работе которого участвовали также митрополит Владимир, архимандрит Макарий (Гневушев), протоиерей Епифаний Кузнецов (будущий епископ Селенгинский Ефрем), иеромонах Нестор (Анисимов), Владимир Пуришкевич и ряд других церковных и светских монархических деятелей. Почётным председателем съезда был епископ Серафим (Чичагов). Это мероприятие должно было способствовать объединению всех правых политических сил, но лишь закрепило раскол в их рядах — СРН съезд проигнорировал.
В 1913 году, когда Синод запретил священнослужителям заниматься политической деятельностью, покинул руководящий пост в Русском монархическом союзе, а в 1915 году — и Главную палату РНСМА.
Политическая деятельность Иоанна Восторгова подвергалась резкой критике со стороны либеральной общественности, а также и части черносотенных деятелей, обвинявших его, в частности, в уголовных преступлениях — например, в убийстве жены (которая в то время была ещё жива; умерла в 1915 году). Позднее обвинения не подтвердились, но они стали одной из причин того, что в 1916 году отец Иоанн не был хиротонисан во епископа (другой причиной могло стать его неприятие Григория Распутина). Восторгова обвиняли правые политические конкуренты в отравлении политического деятеля Павла Крушевана, раскрадывании денежных средств монархических организаций. Особенно активно выступал в правой прессе против Иоанна Восторгова с обвинениями в различных преступлениях консервативный публицист Николай Дурново.
Александра Богданович, жена правомонархического деятеля Евгения Богдановича, записала в своём дневнике (ссылаясь на правого политического деятеля Бориса Никольского) по поводу расследования убийства депутатов Государственной думы Григория Иоллоса и Михаила Герценштейна: «…поднимут дело об убийстве Иоллоса, а кем он был убит? Подготовил для него убийц протоиерей Восторгов, убит был Иоллос, как и Герценштейн, на деньги Столыпина».

### Деятельность после Февральской революции
После падения монархии без благословения митрополита Московского Макария собрал 7 марта (20 марта) 1917 года под своим председательством Московский столичный совет благочинных для принятия постановления: «1) Единогласно и вседушевно, во имя пастырского и патриотического долга, подчиниться Временному Правительству и последовавшим в этом направлении распоряжениям Высшей Церковной власти. 2) Приветствовать со всею радостью заявление Обер-прокурора Св. Синода В. Н. Львова о новом направлении церковной жизни, в смысле полного невмешательства Церкви и её служителей, как таковых, в их церковно-пастырской деятельности, в политический строй страны. <…> 8) Настоящее постановление, ввиду временного отсутствия в Москве Митрополита, привести во исполнение без утверждения Митрополита и сообщить всем Преосвященным Викариям, Духовной Консистории, всему духовенству Москвы <…>». Посчитал необходимым от себя лично выступить в печати с разъяснением своей политической позиции, написав, в частности: «Отчего в старом строе в епархиальной жизни всё было придавлено? Оттого, что и епископы, и Синод были в рабстве».
В 1917 году состоял секретарём Миссионерского совета при Святейшем синоде.
Участник Всероссийского Поместного собора 1917—1918 годов.
После прихода к власти большевиков резко критиковал их деятельность в своих проповедях, призывал православных немедленно объединяться в «дружины пасомых» для защиты церкви.

### Арест и казнь
30 мая 1918 года был арестован в своей квартире вместе с епископом Селенгинским Ефремом (Кузнецовым), своим давним знакомым, который с началом смуты не смог вернуться в свою Иркутскую епархию; был обвинён в том, что дал согласие на продажу епархиального дома, к тому времени уже национализированного новой властью. 8 июня 1918 года в газете «Известия» появилась статья «Коммерческая сделка патриарха Тихона, протоиерея Восторгова и Ко». Содержался во внутренней тюрьме ВЧК, затем в Бутырской тюрьме. По этому делу был арестован также протоиерей Медведев. Их обвинили в связях с домом Романовых.
После убийства Моисея Урицкого и покушения на Ленина большевистская власть объявила красный террор. По всей советской России начались бессудные казни заложников; в числе первых жертв оказался и протоиерей Иоанн Восторгов: 4 сентября 1918 года Следственная комиссия Революционного трибунала при ВЦИКе постановила ликвидировать дело отца Иоанна во внесудебном порядке. Публично расстрелян 5 сентября 1918 года в Петровском парке вместе с епископом Ефремом, а также бывшим председателем Государственного совета Иваном Щегловитовым, бывшими министрами внутренних дел Николаем Маклаковым и Алексеем Хвостовым и сенатором Степаном Белецким. После расстрела тела всех казнённых (до 80-ти человек) были ограблены.
Погребён на Ходынском поле в Москве.
По рассказу одного из очевидцев,

…по просьбе отца Иоанна палачи разрешили всем осуждённым помолиться и попрощаться друг с другом. Все встали на колени, и полилась горячая молитва «смертников», после чего все подходили под благословение преосвященного Ефрема и отца Иоанна, а затем все простились друг с другом. Первым бодро подошёл к могиле протоиерей Восторгов, сказавший перед тем несколько слов остальным, приглашая всех с верою в милосердие Божие и скорое возрождение Родины принести последнюю искупительную жертву. «Я готов», — заключил он, обращаясь к конвою. Все встали на указанные места. Палач подошёл к нему со спины вплотную, взял его левую руку, вывернул за поясницу и, приставив к затылку револьвер, выстрелил, одновременно толкнул отца Иоанна в могилу.

## Труды
- Речи о. И. Восторгова и кн. А. Г. Щербатова на Всероссийском съезде русских людей 6-го апреля 1906 г. в Москве. Москва, 1906.
- Во дни войны. Голос пастыря-патриота. Выпуск 1-4. М., 1914—1917.
- Вопросы религии и Православия в современной великой войне. (Сборник речей и поучений). М., 1915.

Переиздания трудов
- Полное собрание сочинений Т. 1—5. М., 1913—1916; Репринтное издание СПб., 1995. ISBN 5-7624-0001-8, ISBN 5-7624-0002-6, ISBN 5-7614-0011-5, ISBN 5-7624-0012-3, ISBN 5-7624-0030-1
- О судьбах России (избранные проповеди). — М.: Православ. Свято-Тихон. богослов. ин-т, 1996. — 47 с.
- К. П. Победоносцев, митрополит Макарий (Невский), протоиерей Иоанн (Восторгов), архиепископ Никон (Рождественский), патриарх Тихон. Церковь и демократия : [Сборник]. — М.: Отчий дом, 1996. — 125 с. — ISBN 5-7676-0046-5.
- О совести: Беседы пастыря к прихожанам о Боге, Церкви, Родине, о правде и долге. 1917-1918 гг / Составитель: архимандрит Иов (Гумеров) /Редактор-составитель: протоиерей Максим Максимов. — М.: ФИВ, 2018. — 272 с. — ISBN 978-5-9908545-8-1.
- Христианство и социализм. — М.: ФИВ, 2019. — 158 с. — ISBN 978-5-91862-059-5.

## Награды
- Орден Святой Анны 2-й степени (1905)
- Орден Святого Владимира 3-й степени (1909)
- Орден Святой Анны 1-й степени (1912)
- Орден Святого Владимира 2-й степени (1916)

## В культуре
Священномученик Иоанн Восторгов стал одним из главных героев исторического романа Натальи Иртениной «Багряные ризы» (М., 2021), посвященного теме новомучеников и исповедников Церкви Русской XX в.
Фигурирует в романе Валентина Пикуля «Нечистая сила».
В советском художественном фильме "Агония" (1974) роль Иоанна Восторгова сыграл актёр-любитель Вячеслав Васильев, в фильме "Чёрный треугольник" (1981) - актёр Степан Крылов.